# Casós
Casós és un poble del terme municipal del Pont de Suert, a la comarca de l'Alta Ribagorça. Formà part del terme de Llesp fins a llur incorporació al Pont de Suert el 1968. Forma un petit enclavament, que s'ajusta al territori del poble, dins del terme de Vilaller.
En la proposta derivada de l'informe popularment denominat Informe Roca, es preveia integrar aquest enclavament i el de l'Artiga en el terme municipal de Vilaller, segregant-los del Pont de Suert. Igualment amb els pobles de Sarroqueta i Viuet. Alhora, el municipi de Vilaller passaria a denominar-se Vilaller i Vall de Barravés.
El poble és a uns 2 quilòmetres per carretera local, al nord-est de Vilaller, des d'on s'hi arriba amb facilitat.
La seva església és dedicada a sant Romà; és romànica. En els entorns hi ha una altra església romànica: Sant Salvador de Casós. Tanmateix, aquesta segona església és ja dins del terme de Vilaller.

## Història
El lloc és esmentat en el cens del 1381, amb 3 focs (cap a 15 habitants). Pertanyia en aquell moment al bisbe de Lleida. En el Fogatge' del 1553 hi consten 4 focs.
Casós va tenir ajuntament propi des de la formació dels ajuntaments moderns a partir de la promulgació de la Constitució de Cadis, i el va mantenir fins al 1847, any en què es va veure obligat a unir-se a Vilaller, en no arribar als 30 veïns (caps de família) que exigia la nova llei municipal aprovada dos anys abans. Tanmateix, en una circular d'estadística del 1857 ja apareix com a pertanyent a l'ajuntament de Llesp.
Pascual Madoz, en el seu Diccionario geográfico... del 1845 descriu el poble dient que és en els vessants d'una muntanya que el defensa dels vents de l'oest i de nord, i que té un clima fred, però saludable. El poble, segons ell, estava format per quatre cases d'una sola planta, amb església dedicada a Sant Salvador que depèn de la parròquia de Vilaller. Esmenta la font de la Cadosa que el lloc d'on treuen una aigua excel·lent els habitants de Casós.
El terreny de Casós era en general de mala qualitat, i inclinada cap al riu; això fa que les pluges s'enduguin fàcilment la terra i vagi quedant la roca pelada. A prop del riu sí que és de més bona qualitat. Hi ha alguns prats de regadiu, així com boscos de roures, freixes i bardisses. S'hi collia sègol, llegums i patates, a més de les pastures. S'hi criava bestiar de llana, i hi havia cacera de perdius i llebres. Constituïen el poble 4 veïns i 16 habitants.
El 1970 tenia encara 20 habitants, que quedaren reduïts a 12 el 1981 i a 8 el 2006.